# 弱い素数
弱い素数（よわいそすう、英: delicate prime、weakly prime number）は素数であって、その数字のうちどの一つを他の数字に入れ替えても合成数になるものである。
例えば294001は素数であって、294001を構成する数字のうち一つを他の数字に入れ替えた54個の数 （94001=23×61×67, 194001=3×64667, 394001=47×83×101, ...）は全て合成数である。従って294001は弱い素数である。

## 歴史
1978年、M・S・クラムキンは、これらの数字が存在するかどうかという問題を提起した。ポール・エルデシュは、どの基数にも「弱い素数」が無数に存在することを証明した。
2007年、Jens Kruse Andersenは、1000桁の弱い素数 {\displaystyle (17\times 10^{1000}-17)/99+21686652} を発見した。これは、2011年の時点で知られている最大の弱い素数である。

## 例
基数2から10の最小の弱い素数は次のとおり。
| 基数 | 基数      | 十進数 |
| ---- | --------- | ------ |
| 2    | 11111112  | 000127 |
| 3    | 00000023  | 000002 |
| 4    | 00113114  | 000373 |
| 5    | 00003135  | 000083 |
| 6    | 03341556  | 028151 |
| 7    | 00004367  | 000223 |
| 8    | 00141038  | 006211 |
| 9    | 00037389  | 002789 |
| 10   | 029400110 | 294001 |

十進法の弱い素数は、小さい順に
294001, 505447, 584141, 604171, 971767, … と続く。

## 最初の桁を0にしない弱い素数
最初の桁を0にしないという条件をつけると、弱い素数は次のようになる。294001, 505447, 584141, 604171, 929573, …
929573は最初の桁を0にしないという条件をつける弱い素数で最小の数である。929573の数字の最初の桁を0にした 029573 (29573) は素数で、それ以外は、929573の数字のうちどの一つを他の数字に入れ替えても合成数になる。このような素数は、小さい順に929573, 3070663, 5285767, 5974249, 7810223, … と続く (オンライン整数列大辞典の数列 A158125)。

## 極端に弱い素数
極端に弱い素数（きょくたんによわいそすう、英: extreme weakly prime number）は弱い素数であって、その数字のうちどの1つを取り除いても、どこに数を1つ挿入しても合成数になるものである。
例えば40144044691は弱い素数であって、その数字のうち1つを取り除いた数
0144044691 (144044691), 4144044691, 4044044691, 4014044691, 4014444691, 4014404691, 4014404491, 4014404461, 4014404469 と、
その数字に数を1つ挿入した 140144044691, 401344044691, 401440447691, 401440446919 などの数が合成数になるので、40144044691は極端に弱い素数である。
極端に弱い素数は、小さい順に 40144044691, 58058453543, 89797181359, 185113489357, 213022025663, …となる。

## 双子素数の弱い素数
弱い素数である双子素数の組は、小さい順に
(64067207819, 64067207821), (86132413439, 86132413441), (343051899689, 343051899691), (841323181889, 841323181891), (889872452759, 889872452761), … となる。